# Elvira Rawson
Elvira Rawson de Dellepiane, née le 19 avril 1867 à Junín et morte le 4 juin 1954, est une médecin et militante suffragiste argentine.
Elle est une militante notable des droits des femmes et de l'enfant, au point d'être connue comme « la mère des droits des femmes en Argentine ». Elle est la deuxième femme à être diplômée de médecine en Argentine. 

## Biographie
Elvira Rawson appartient à la famille de Gregorio Funes, considéré comme un des pères de l'Argentine. Diplômée de l'école normale de Mendoza, elle commence à travailler comme enseignante avant d'entamer des études de médecine à l'université de Buenos Aires. Interne à l'hôpital, elle soigne les soldats blessés dans la Revolución del Parque en 1890. Elle obtient son  doctorat le 29 septembre 1892,. Sa thèse porte sur l'hygiène des femmes.  
En 1891, elle épouse le docteur Manuel Dellepiane. Elle a sept enfants.
Elle travaille au Departamento Nacional de Higiene (1907-1918), comme médecin inspecteur, et au Consejo Nacional de Educación (1919-1934). Elle obtient notamment l'ouverture de la première cantine scolaire du pays. Elle sert comme professeur d'hygiène et de soins des enfants. En 1916, elle dirige la première maison de vacances pour les enseignantes malades chroniques, à Uspallata,.
Dans son engagement pour le droit des femmes, elle crée en 1905 le Centro Feminista, devenu ensuite Centro Juana Manuela Gorriti. En 1919, elle fonde l'Asociación Pro Derechos de la Mujer, avec Alfonsina Storni notamment. Le groupe se donne notamment pour objectifs de supprimer du code civil les articles établissant les différences entre les sexes, et de promouvoir l'égalité de rémunération.